# 加姆琴火山
加姆琴火山（俄语：Гамчен）是俄羅斯的火山，位於堪察加半島東南部，海拔高度2,576米，該火山估計在更新世至全新世期間形成，最近一次爆發在公元前1050年發生。